# 彭達
彭達，台灣電視節目製作人，大東影藝老闆。

## 作品
- 臺灣電視公司：

1. 《婦女時間》（台灣第一個美髮比賽節目，1982年10月4日開播）
2. 《大家樂》
3. 《美的觸角》（王芷蕾主持，共136集，播映期間：1985年1月7日至1985年6月17日每週一14:30～15:00，1985年6月24日至1986年4月30日每週三16:00～16:30，1986年5月10日至1987年9月25日每週五16:00～16:30。）
4. 《女劇場》
5. 《王牌登場》[1]
6. 《綜藝大集合》（共10集，播映期間：1989年3月19日至1989年5月28日，每週日22:00～24:00。）
7. 《龍兄虎弟》（張菲、費玉清主持時期）
8. 《飛越星期天》
9. 《飛上彩虹》
10. 《最佳拍檔》（倪敏然、徐乃麟、張衛健、羅時豐、陳為民主持）[2]
11. 《風采巨星：台視劇場經典系列》（彭達、鄭蓓惠製作，張曼娟主持。播映期間：1998年。）[3]
12. 《綜藝旗艦 Hello Jacky!》（播映期間：1999年8月7日至2001年11月。）
13. 《綜藝旗艦》（播映期間：2002年11月30日至2003年10月13日。）
14. 《綜藝最愛憲》（播映期間：2002年11月30日至2003年10月13日。）

- 中國電視公司：

1. 《萬花筒》（馬挺、彭達製作，楊美蓮主持。播映期間：1978年4月17日至1978年7月10日。）[4]
2. 《儷人行》（《萬花筒》改名，費貞綾、張菲主持。播映期間：1978年7月～？[5]）
3. 《今夜不流淚》（狄鶯主持。已停播。）

- 中華電視公司：

1. 《快樂有go正》
2. 《綜藝聯合國》（播映期間：2008年4月13日至2008年7月13日。）